# 張朝綖
張朝綖（1598年—1658年），字思藻，號青武，福建同安人，明末政治人物，進士出身。

## 生平
崇禎十二年（1639年）己卯科舉人，崇禎十三年（1640年）聯登庚辰科進士，授兵部職方主事，曾上疏清核京城衛所冒領數十餘萬糧餉，以武選郎中到廣西主持鄉試，轉任湖西參政。其時天井遭盜賊佔據，前任都官吏不能剿滅或招撫，他獨自前往盜賊巢穴勸說，於是盜賊都投降。之後張朝綖升任雲南督學副使，人民挽留他，因此留任參政。
隆武時，張朝綖升任都察院僉都御史，巡撫南安和贛州，任內保持清廉，很快調官兵部右侍郎。福京失守，他隱居直到去世。與盧若騰、陳洪謐、蔡肱明、吳韓起、黃錫袞、辜胤奇、丁胤甲、梁玉蕤、郭符甲、楊明琅、沈佺期、許吉燝、何運亮、史贊聖、蘇國瓓、王命岳、施顯等人並稱“魯東同朝十八名士”。

## 引用
1. 1 2  錢海岳《南明史·卷四十七·列傳第二十三》：（張）朝綖，字思藻，同安人。崇禎十三年進士。授職方主事。抗疏清核京衛冒糧數十餘萬，以武選郎中典試廣西，轉湖西參政。時天井盜盤踞，歷任監司剿撫兩困，單騎抵穴開諭，盜盡解甲。
2. ↑  嘉慶《同安縣志·卷十七·選舉》：崇禎十二年己卯（舉人）解元鍾垣 張朝綖 亞魁，翔風青嶼人，由府學中庚辰進士
3. ↑  錢海岳《南明史·卷二·本紀第二》：（隆武元年七月）癸酉，……張朝綖僉都御史，巡撫南贛。
4. ↑  錢海岳《南明史·卷四十七·列傳第二十三》：明年（弘光／隆武元年）南京亡，……已而（李）永茂內召，以張朝綖為巡撫，尋又召回。……陞雲南督學副使，民為之攀轅，因留任。及撫南贛，清勤自矢，調兵部右侍郎。福京亡，隱居卒。